# Carmen Martínez Aguayo
Carmen Martínez Aguayo (Madrid, 1953) es una política española del Partido Socialista Obrero Español, consejera de Hacienda y Administración Pública de la Junta de Andalucía entre 2009 y 2010 y previamente viceconsejera en el periodo 2004-2009.
Fue condenada a seis años y dos días de prisión y a inhabilitación absoluta durante 15 años y dos días por los delitos continuados de malversación y prevaricación, por la Audiencia provincial de Sevilla. Su condena fue confirmada por el Tribunal Supremo en 2022 y anulada por el Tribunal Constitucional en 2024, porque no se respetaron sus derechos constitucionales.

## Trayectoria
Licenciada en Medicina y Cirugía y especializada en Puericultura y Medicina Familiar y Comunitaria, fue viceconsejera de la Consejería de Economía y Hacienda de la Junta de Andalucía, que dirigió desde 2009. Anteriormente fue directora gerente de la Fundación Progreso y Salud y ocupó diversos cargos de responsabilidad en el Servicio Andaluz de Salud como directora gerente del Servicio Andaluz de Salud (1996-2000), directora general del Insalud (1994-1996) y subdirectora general de Atención Especializada del Insalud.
Posteriormente, con la llegada a la presidencia de José Antonio Griñán en 2009, fue nombrada consejera de Economía y Hacienda, pasando en 2010 a ser consejera de Hacienda y Administraciones Públicas, cargo en el que repitió tras las elecciones autonómicas de 2012. Ha sido también diputada por Sevilla en el Parlamento de Andalucía.
En 1991 participó como vocal en la elaboración del Informe Abril, en donde se analizaba el Servicio Nacional de Salud español y sus posibles reformas.

## Caso de corrupción: Caso ERE de Andalucía
El escándalo de los ERE en Andalucía, una red de corrupción política vinculada a la Junta de Andalucía dirigida por el Partido Socialista Obrero Español. El origen del escándalo está en la investigación del caso de corrupción en la empresa sevillana Mercasevilla, en las que se detectaron prejubilaciones fraudulentas.
El 10 de septiembre de 2013 la jueza Alaya, titular del juzgado de Instrucción 6 de Sevilla quien tenía a su cargo el caso de los ERE falsos, imputó a José Antonio Griñán como a su predecesor como presidente de la Junta de Andalucía Manuel Chaves y a cinco exconsejeros del Gobierno andaluz: Antonio Ávila, Carmen Martínez Aguayo, Manuel Recio, Francisco Vallejo y José Antonio Viera. Fue investigada por corrupción en el Caso ERE.
Finalmente, en septiembre de 2016 la fiscalía pidió para ella una pena de 8 años de cárcel y 30 de inhabilitación para cargos públicos por delitos continuados de prevaricación y malversación de caudales.
El martes 19 de noviembre de 2019, la Audiencia de Sevilla dictó sentencia condenando a Carmen Martínez, a la pena de 6 años y 2 días de  prisión e inhabilitación absoluta por 15 años y un día, por malversación de caudales públicos y prevaricación continuada, por su implicación en el caso de los ERES de Andalucía.
En 2022, el Tribunal Supremo confirmó la sentencia y el 29 de diciembre de 2022 entró en prisión, siendo la primera de los condenados por los ERE en entrar en prisión.
El 6 de julio de 2024, el Tribunal Constitucional estimó parcialmente el recurso de amparo presentado por Aguayo, al declarar que se había vulnerado su derecho a la legalidad penal y el derecho a la presunción de inocencia y ordenó retrotraer las actuaciones a la Audiencia Provincial de Sevilla para que dictara un nuevo fallo con los derechos fundamentales infringidos. El Tribunal estimó que la elaboración de los anteproyectos de ley y su aprobación como proyectos de ley no puede ser constitutiva del delito de prevaricación. Este tipo de actuaciones, ni son resoluciones ni han recaído en un asunto administrativo, al tratarse de actos dictados por el Poder ejecutivo en el ejercicio de su función de gobierno que le atribuye el Estatuto de Autonomía de Andalucía. Ni un anteproyecto ni un proyecto de ley pueden someterse a un juicio de legalidad -en ese momento, al ser meras propuestas, son actos inexistentes para el Derecho- y, una vez aprobados, al haberse convertido en ley, el único juicio que cabe es el de constitucionalidad.
La revocación de la condena por el Tribunal Constitucional fue parcial al mantener un elemento: al ordenar a la Audiencia Provincial de Sevilla que se ciñera la causa a un aspecto puntual de la modificación presupuestaria realizada en diciembre de 2004, con la que se incrementaron los fondos de una partida (el programa 3.2 H) que luego fueron indebidamente destinados a las ayudas sociolaborales fraudulentas de los ERE.

## Cargos desempeñados
- Viceconsejera de Hacienda de la Junta de Andalucía (2004-2009).
- Consejera de Economía y Hacienda de la Junta de Andalucía (2009-2010).
- Consejera de Hacienda y Administraciones Públicas de la Junta de Andalucía (Desde 2010).
- Diputada por Sevilla en el Parlamento de Andalucía (Desde 2012).